# 農薬中毒
農薬中毒（のうやくちゅうどく、英語: pesticide poisoning）とは、農薬を原因物質とした中毒をいう。一言で「農薬中毒」といっても、中毒発生の原因、農薬等がさまざまであるので、ここでは一般的な説明に留める。

## 問題となる農薬の種類
- 殺虫剤－－－有機リン、カーバメイト
- 除草剤－－－パラコート／ダイコート、グリホサート、グルホシネート

## 中毒発生の原因
- 農薬の散布、調製、製造時などの不注意や事故
- 自殺目的
- 他殺や傷害目的
- 誤飲
- 農薬汚染された食物の摂取など

## 摂取の方法
- 経口摂取
- 経皮的摂取
- 残留農薬
- 吸入など

## 症状
農薬の種類や摂取方法によりさまざまであるが、下記のようなことが多い。
- 多くの農薬中毒では嘔吐、下痢、腹痛、咽頭痛、頭痛がみられる。
- 有機リン剤、カーバメート剤中毒の特徴的な症状として縮瞳がある。有機塩素系では散瞳気味となる。
- 有機リン剤・カーバメート剤では筋線維攣縮、有機塩素系・有機フッ素系ではてんかん様の痙攣がみられる。

## 応急処置
一般的には、下記のような処置を行なう。農薬のラベルや説明書に記載があれば、そちらに従うこと。
- 経口摂取の場合、催吐(但し、石油溶剤を含むものおよび粘膜腐食性のあるもの、意識障害を伴う場合については禁忌[2]）
- 皮膚に付着した場合、流水で十分間ほど洗浄
- 目に入った場合、流水で十分間ほど洗浄
- 吸入した場合、汚染されていない空気のあるところに移動

遅発性の症状が現れることもあるので、原則として医療機関を受診することが望ましい。状況によっては心肺蘇生法や119番通報が必要かもしれない。
受診の際は、原因農薬の種類がわかる場合はそれを伝え、ラベルや説明書があれば医療機関に持ち込むこと。
なお、薬物を誤飲した場合牛乳を飲ませて希釈・胃壁保護をするという応急処置が良く知られているが、脂溶性薬物の場合は牛乳の脂肪により吸収が早まるため逆効果である。
- クロルピクリンや有機リン剤を飲んだ患者の吐物により救急医療従事者が二次被害に遭う例がある。複数の有効成分を合わせた混合剤である場合や、補助成分である展着剤や有機溶媒により症状が生じる場合もあるので、可能な限り薬剤の情報を多く得ることが必要である。

## 治療法
農薬の種類や摂取方法によりさまざまであるが下記のようなことが多い。
- 経口摂取の場合、催吐、胃洗浄、腸洗浄など
- 呼吸障害の場合、人工呼吸、酸素吸入など
- 活性炭の投与
- 強心剤の投与
- 人工透析や交換輸血
- 解毒剤の投与（有機リン化合物#有機リン中毒の解毒剤参照）